# Psaliodes stimulata
Psaliodes stimulata là một loài bướm đêm trong họ Geometridae.